# Google Fuchsia
Pour les articles homonymes, voir Fuchsia (homonymie).

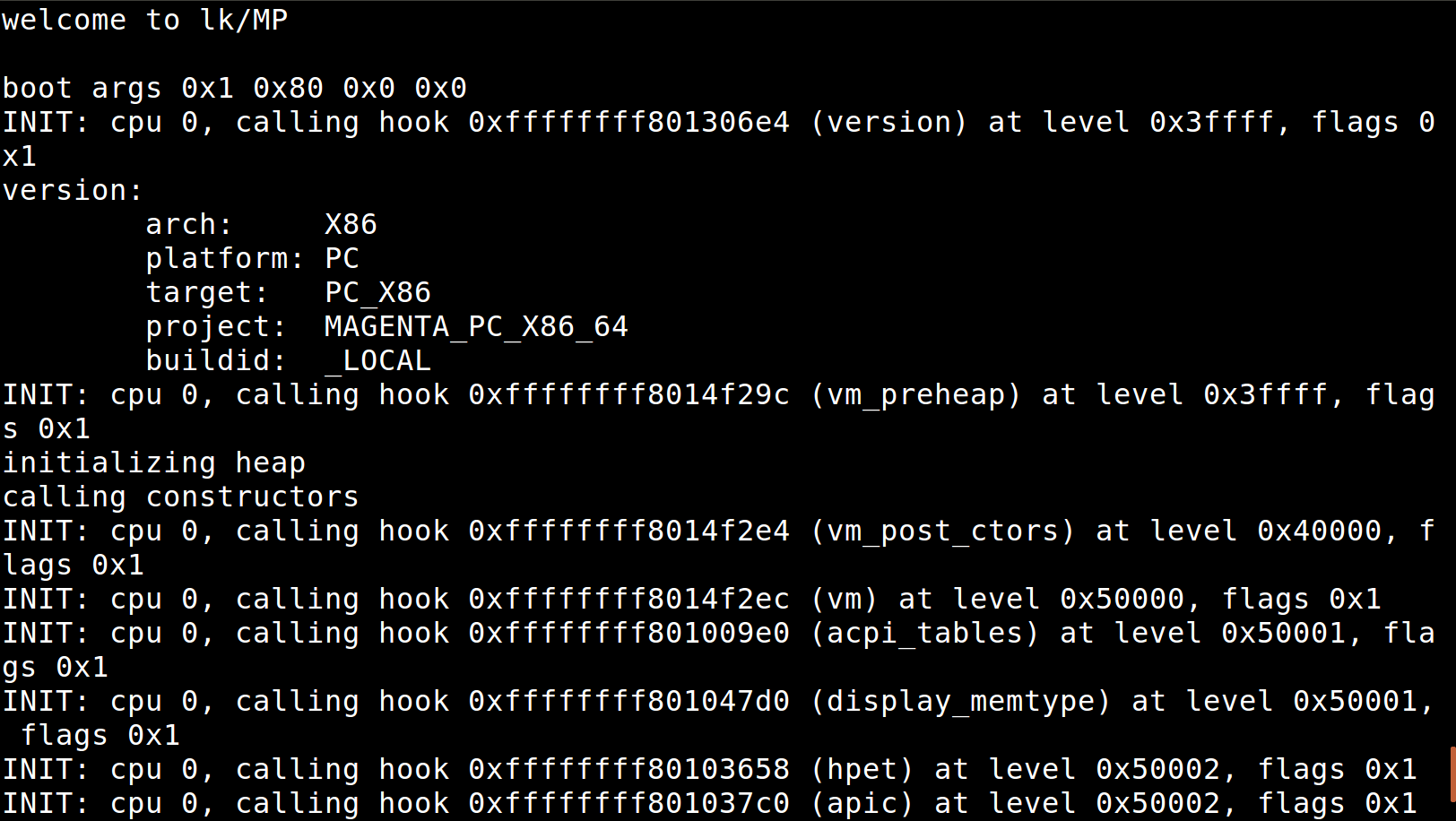
Capture d'écran du noyau Magenta, une partie de Fuchsia.

Fuchsia est un système d'exploitation développé par Google. Contrairement aux précédents systèmes d'exploitation développés par Google tels que Google Chrome OS et Android, qui sont basés sur le noyau Linux, Fuchsia est basé sur un nouveau micro-noyau appelé Zircon (nom provenant du Zirconium), dérivé de Little Kernel (LK), qui a été conçu pour les systèmes embarqués et qui est principalement écrit en C. Fuchsia est conçu pour fonctionner sur une multitude d'appareils, y compris les téléphones mobiles et les ordinateurs personnels.
Le symbole du système d'exploitation sur le dépôt GitHub était un carré de couleur fuchsia, maintenant ce sont deux cercles qui se rencontrent pour former comme un 8 incliné, la lettre G de Google, ou le symbole de l'infini. La description est Pink + Purple == Fuchsia (a new Operating System).

## Historique
Fuchsia a commencé à être développé par Google en 2015 et sa première version stable, qui se nommait Fuchsia F1, a été publiée le 23 juin 2021. Une des raisons avancées quant à la création de ce projet était pour Google de s'émanciper du noyau Linux présent dans nombres de leurs projets, dont le plus populaire est Android .
Le projet dispose d'une communauté de contributeurs très active, le dernier commit datant du 2 février 2024 lors de l'écriture de cet article, montrant l'importance de la communauté derrière ce projet.
Le futur de Fuchsia est toutefois incertain, Google ayant licencié plus de 16% des 400 employés travaillant sur ce projet , et ce dans le cadre de licenciements massifs effectués par le géant du web. Cette vague de licenciement, qui touche également d'autres entreprises telles que Microsoft, s'inscrit dans le cadre d'une baisse importante de la croissance mondiale et d'investissements massifs dans l'IA.
Google ne serait également plus intéressé à amener le navigateur Chrome sur cette plateforme. Fuchia OS pourrait abandonner le but d'être un système d'exploitation avancé et ne serait utilisé qu'en système IOT basique pour les produits de la gamme Google Nest Hub.
Il est donc possible que ce projet rejoigne le cimetière des projets Google , toutefois cette information devra être confirmée.
Cela aurait cependant comme conséquence que les produits Nest Hub et certain Chromebook tel que la série Pixelbook  nécessiteraient une mise à jour complète remplaçant leur système d'exploitation dans sa totalité.